# تل غرة (الحسكة)
تل غرة هي قرية صغيرة تابعة لمحافظة الحسكة شمال شرق سوريا ويبلغ عدد سكانها 4000 نسمة. تقع على ضفاف نهر الخابور تشتهر بالزراعة وتسمى بدواليب عثمان وتشتهر بجمال طبيعتها لكثرة الأشجار.